# 소칼 사건
소칼 사건(- 事件, Sokal affair, Sokal's hoax)은 앨런 소칼이 1996년에 유명 인문학 저널인 《소셜 텍스트》(Social Text)를 상대로 벌인 지적 사기극이다. 이는 포스트모더니즘 철학과 과학의 관계에 대한 논쟁을 불러 일으켰다.
뉴욕대학교의 물리학 교수였던 소칼은 포스트모더니즘이 학문적 엄정성을 잃었다고 생각하고, 논문이 '그럴듯 하게 들리고, 편집자의 이데올로기적 선입견에 편승하기만 하면' 내용에 관계없이 게재가 되는지 시험하기 위해 가짜 논문을 투고하였다. 이를 위하여 1994년에 그는 양자 중력이 언어, 사회적 구성(Construct)이라는 것을 제안한〈경계를 넘어서: 양자 중력의 변형적 해석학을 위하여〉("Transgressing the Boundaries: Toward a Transformative Hermeneutics of Quantum Gravity")를 《소셜 텍스트》지에 투고하였다. 당시 《소셜 텍스트》 지는 동료 평가를 하지 않았으며, 물리학자에 의한 전문가 평가를 거치지 않았다. 결국 이 논문은 1996년 《소셜 텍스트》의 봄/여름 ‘과학전쟁’ 특별호에 개제되었으며, 소칼은 이 논문의 출판일인 1996년 5월에 《링구아 프랑카》(Lingua Franca)라는 학술지에 <문화연구에 대한 어느 물리학자의 실험> (A Physicist Experiments with Cultural Studies)을 게재해 이 사실을 폭로하였다. 이후, 이 사건은 포스트모더니즘 계열 프랑스 철학계를 발칵 뒤집었으며, 포스트모더니즘 철학에 대한 논쟁을 불러왔을 뿐만 아니라, 연구윤리와 동료평가에 대한 격렬한 논쟁을 불러일으켰다.

## 배경
소칼의 저서에 따르면, 그는 폴 R. 그로스와 노르만 레비트의《고등 미신: 학문적 좌파와 과학에 대한 그들의 헛소리》(Higher Superstition: The Academic Left and Its Quarrels With Science)를 읽고 가짜 논문을 투고하기로 결심했다. 이 책에서 저자들은 미국 대학들의 인문학 학과들에 만연한 반지성적 풍토에 대해 비판하였다.
흔히, 과학 전쟁의 기폭제라고 여겨지는 《고등 미신》에서는 흔히 "학문적 좌파"라고 불리는 인종주의, 성 차별과 같은 차별에 관심을 두던 학자들이 과학, 특히 과학적 객관성에 대한 불신을 퍼뜨린다고 주장했으며, 이를 주도하는 해체주의적 포스트모더니스트들의 과학에 대한 무지와 적대성, 그리고 정치성을 비판하였다. 특히 저자들은 일부 학술지들이 논문의 엄정성을 동료평가를 통해 평가하지 않고 정치적 경향성에 의해서만 논문을 평가한다고 우려하였다. 특히 인문학 학술지들에 대해서는 "적절한 좌익적 견해"와 유명한 좌익 학자들을 인용하기만 하면 된다고 비난하였다.
좌파들이 제시한 과학에 대한 비판에 대한 사실 중 가장 신기한 점은 얼만큼 이 분야의 선동가들이 주제에 관한 무지에 대해 주제를 상세히 연구하는 것이 아니라 연구를 피하기 위한 자기 합리화만 만들어 내는 것에 대해 주저하는 것을 이겨냈냐는 것이다.

이렇게 《고등 미신》은 적절한 비판 없이 받아들여진 주관주의적 관점을 비판하기 위한 시도였으며, 과학 전쟁에서 주로 비과학자들이 과학의 객관성을 반박하는 논쟁적인 주장들을 내놓는다는 과학자들의 논거로 사용되었다.

## 제출된 논문
소칼은 만약 포스트모더니즘 철학이 학문적 엄정성을 잃었다면, 학술지 편집자들은 그의 논문의 내용이 아닌, "편집자들의 편견에 대한 아부"와 "거창하게 들리는 정도"에 따라 논문 게재를 허가할 것이라고 생각하였다. 이외에도, 소칼은 자신의 저서에서 자신이 포스트모더니즘을 공격한 것은 이것이 이성과 과학에 대한 큰 위협이라고 생각하였기 때문이 아니라, 나와 '학문적 좌파'(Academic Left) 모두가 공유하는 사회정의 구현을 위한 노력을 위협하는 존재라고 생각되었기 때문이라고 주장하였다.

### 논문의 내용
소칼은 〈경계를 넘어서: 양자 중력의 변형적 해석학을 위하여〉라는 가짜 논문을 작성하였다. 이 논문은 양자 중력이 큰 정치적 함의를 가진다고 보았고, 심지어는 "물리적 현실에 대한 우리의 관념 이외에도 물리적 현실 조차도 밑바탕은 사회적, 언어적 구성물"이라는 주장을 내놓았다. 그리고, 양자중력에 대한 대안적 이론으로 "형태 형성장"(루퍼트 셸드레이크에 의한 뉴에이지적 개념)을 제시하였다.
이 논문에서 포스트모더니즘 과학이 종래의 과학에 깊이 박혀있는 권위주의와 엘리트주의를 타파하고, 과학적 활동에 민주적으로 접근할 수 있는 정치적 토대를 만든다고 주장하였으며, 과학을 객관성의 목표으로부터 해방시킴으로써 과학이론이 결국에는 맞고 틀린 문제를 떠나서 진보를 추구하는 정치적 실천의 구체적인 도구인 전략적 이론이어야 한다고 주장한다.
소칼은 주석을 통하여 뻔히 보이는 농담을 하기도 하였다:
마클리(1992, 264쪽), 사족을 한마디 달자면, 나는 수리물리학에서도 아직은 상당히 사변성이 강한 것으로 간주되는 복소수 이론(복소수 이론은 물리학이 아닌 수학에 속하며, 이미 19세기에 확립이 된 이론이다.)이라는 새로운 분야를 토대가 잘 확립된 다른 세 이론들과 인식론적으로 동일한 지위에 올려놓아야 하는지 그 점이 석연치 않다.

### 동료평가
1996년 당시, 《소셜 텍스트》지는 더욱 독창적이고 틀에서 벗어난 연구를 촉진하기 위해 동료평가를 시행하고 있지 않았다. 이로 인하여, 그들은 소칼의 논문은 그들의 연구의 정직성에 대한 믿음을 배신한 것이라고 주장하였고, 반드시 동료평가제가 논문조작을 방지할 수 있는 것이 아니라고 주장하였다. 하지만 소칼 사건 이후로, 《소셜 텍스트》지는 논문 동료평가 과정을 추가하였다.

### 출판
소칼은 당시 ‘과학전쟁’특별판을 준비중이던 《소셜 텍스트》측에 논문을 투고하였다. 이때, 소칼이 작성한 〈경계를 넘어서: 양자중력의 변형적 해석학을 위하여〉는 자연과학자가 투고한 유일한 논문이었다. 후에, 소칼이 《링구아 프랑카》지에 자신의 가짜 논문에 대하여 폭로하자, 《소셜 텍스트》지 편집자들은 소칼에게 이전에 수정을 요구했으나 거부당하였다고 설명하였으며, 당시 논문의 질에 대하여 우려하였다고 주장하였다. 결국 《소셜 텍스트》지는 저자의 동의를 얻어서 1996년 5월, 96년도 봄/여름 ‘과학전쟁’ 특별호에 소칼의 논문을 출판하게 되었다.

## 반응
1996년 5월호 《링구아 프랑카》지의 〈물리학자가 문화 연구를 실험하다〉("A Physicist Experiments With Cultural Studies")에서 소칼은 자신의 〈경계를 넘어서〉 논문은 가짜였다고 폭로하고, “《소셜 텍스트》지는 이데올로기적 편향과 편집자의 편견 때문에 관련 분야의 전문가에게 확인해 보지도 않고 양자 물리에 관한 논문을 출판했다”고 결론을 내렸다. 반대로 편집자들은 소칼의 논문인 〈경계를 넘어서: 양자중력의 변형적 해석학을 위하여〉는 논문의 정직성에 대한 그들의 신뢰를 저버린 배신이라고 주장하였다. 게다가 그들은 과학적 동료평가는 논문조작을 감지하기 위한 것이 아니라고 주장하였다. 또한 이 논문에서 "패러디 논문이라는 사실은 어떤 징후를 보여주는 논문이라는 점에서는 우리의 관심을 크게 변하게 하지 못했다"라고 주장했다.
답으로 소칼은 《소셜 텍스트》지 편집자들의 반응은 자신이 지적한 문제점을 그대로 보여주고 있다고 반박하였다. 그는 엄연히 한 학술지인 《소셜 텍스트》지는 이 논문이 양자 중력이라는 주제에 대해 정확하고, 진실되며, 성실하였기 때문이 아니라, ‘학술적 권위자’가 이를 작성했다는 사실과 이 논문의 모호한 문체로 인하여 이 논문을 게재하였다고 비판하였다. 편집자들은 논문을 게재한 이유에 대해서는 인정을 하였다. 하지만, 편집자들은 이 논문이 서툴게 쓰였는 것은 이미 알고 있었지만, 소칼이 그들의 학술적 승인을 받고 싶어 하는 것 같아서 게재를 승인하였다고 주장하였다. 이에 대하여 소칼은 다음과 같이 답하였다:
제 목표는 야만인 떼처럼 몰려드는 문학 평론가들에게서 과학을 방어하는 것이 아니고(지적은 감사하지만, 우린 무사히 잘 살아남을 겁니다) 좌파를 그 자신의 유행처럼 번지는 한 부분으로부터 보호하기 위한 것입니다…. 과학기술 주변에는 수많은 정치경제적 문제가 있어 왔습니다. 과학의 사회학은 한 면으로는 이러한 문제점을 명료화 하는데에 큰 도움을 주웠습니다. 하지만, 너절한 과학의 사회학은 쓸모가 없거나, 심지어는 역효과를 주기도 합니다.

이 사건이 터진 이후 《뉴욕 타임즈》

, 《인터내셔널 해럴드 트리뷴》, 《르 몽드》 등의 여러 신문에서 대서특필되었다.

### 학계
이 사건이 터진 이후에 소칼을 비판하는 의견도 많이 발표되었다. 또한 코넬대학교의 과학기술학부의 학장인 스티븐 힐가트너가 작성한 〈The Sokal Affair in Context〉(1997)
에서는 소칼 사건을 윌리엄 M. 엡스타인이 《Science, Technology, & Human Values》지에 게재한 〈Confirmational Response: Bias Among Social Work Journals〉(1990년)와 비교하였다. 엡스타인은 소칼과 동일한 방식을 이용하였다. 그는 가짜 논문을 실제 학술지에 제출하여 반응을 관찰하였다. 그리고, 힐가트너에 따르면 엡스타인은 더 방법론적으로 정당한 방식을 이용했지만, 언론의 관심을 받지 못했다고 주장했다. 이에 따라, 힐가트너는 소칼 사건로 인하여 발생한 학술계의 충격은 이 실험방식의 질 때문이 아니라, 언론사들의 과장보도와, 미국 언론인들의 반지성적 편견에 의한 것이라고 주장하였다.
소칼 사건은 학계에서 대중매체로 전파되었다.《지적 사기》에서 비판당한 학자 중 한 명인 브루노 라투르는 이 사건을 ‘찻잔속의 폭풍’이라고 표현했다. 수학자인 가브리엘 스톨첸버그는 자신의 에세이에서 소칼과 그의 동료들은 그들이 비난하려는 철학에 대한 이해가 부족하다고 비판하였다. 이에 대해 소칼과 장 브리크몽은 《과학의 사회 연구》(Social Studies of Science)에서 이 비판에 대해 자신들의 연구에 대한 ‘편향된 와전’이라고 비판하였으며, 그의 스트롱 프로그램에 대한 해설에 대해서 비판하였다. 같은 학술지에서 스톨첸버그는 그들이 비판하고 있는 것은 자신의 의견을 잘못 읽었기 때문이라고 반박하였다. 또, 스톨첸버그는 독자들에게 “각자의 의견을 상세하고 비판적이며 성급하지 않게 고려”하기를 주장하였다.

### 한국
한국어권에서는 이 사건을 '미국과 프랑스간의 지성 대결'
, 또는 '절대 진리에 도전하는 상대 진리'와 같이 보도하였다.
 하지만 이는 상기 소칼의 본래 의도와는 상당히 다른 것이라 하겠다. 당시 한국 학계에서는 소칼의 주장을 지지하는 학자는 극소수였다. 이정우(당시 서강대 전 교수)는 “소칼의 주장은 엉뚱하기 짝이 없”으며, “인문학 분야에서 뒤처진 미국인이 ‘프랑스 콤플렉스’를 벗어나기 위해 선정적 주장을 편다”고 주장했으며, “과학에 대한 유치한 절대주의를 고수하는”, “논거도 분석도 없는 삼류학자”가 “위대한 인물들을 흠잡음으로써 빗나간 명성을 얻으려는 소인배의 술책”이라고 규정하고 《지적 사기》는 《나도 때론 포르노그라피의 주인공이고 싶다》 같은 자극적 에세이와 동일선상에 있다고 매도하였다. 하지만 서방세계의 2개 대학에서 테뉴어를 하며 동시에 산디니스타 공산정권에서 강의를 한 소칼을 삼류학자라느니 소인배라느니 평가절하하는 것은 어폐가 있다 할 것이다. 진중권은 《한겨레21》에 기고한 글에서 이정우 등의 소칼에 대해 반대하는 의견들을 “제가 팔아먹은 상품을 헐뜯는 자에게 보내는 지식 소매상의 히스테리”라 평가했다.
또한 1998년 3월에 교수신문 지면 상에서 이루어진 과학에 대한 사회 구성론의 역할에 대한 토론을 ‘한국판 소칼 사건’이라고 부른다. 당시 국민대학교 사회학과 교수로 재직 중이었던 김환석 교수가 1998년 3월 9일 교수신문에 투고한 〈과학기술학과 과학기술정책〉

에 대해 당시 서울대학교 물리학과 교수인 오세정교수가 반박글을 내놓은 것으로부터 시작된 이 논쟁은, 신문지상의 논쟁을 통하여 이루어졌다.

이에 대하여 오세정교수는 비록 사회적 영향을 과학이 받기는 하지만 “과학의 냉엄한 비판자는 ‘자연’”이라는 반론을 내 놓았으며, 이에 대해 김환석 교수는 관찰된 자연은 여과과정 없이는 과학지식에 반영되지 않는다고 주장하였다. 또한 과학에 대한 참여민주주의를 주장한 것에 대해서는 비현실 적이라고 비판하였다. 이에 대하여 5월 18일에 송상용 한림대학교 교수가 논평하면서 논쟁이 종료된 것으로 보인다.

## 후일담
이 사건이 끝난 뒤에, 소칼은 《지적 사기》라는 책을 출판해서 포스트모더니스트의 비판을 반박함과 동시에, 포스트모더니스트에 대한 비판을 계속했다. 일반적인 충돌로만 알려져 있는 것과는 달리, 소칼 사건 이후, 철학계 또한 자숙의 계기를 갖고 다른 학문과의 평화적 공존을 위한 노력을 했으며, 그 사례로는 리모더니즘이나, 포스트 포스트모더니즘이 있다.
앨런 소칼과 장 브리크몽이 공저한 <지적사기>라는 제목의 저서에서 밝힌 ‘소칼 사건’의 동기는 다음과 같다.
“ … 이제는 들통났지만 이 책은 원래 장난질에서 시작되었다. 우리 둘 중 한사람이 미국의 문화연구 전문지 <소셜 텍스트>지에 프랑스와 미국의 저명한 지식인들이 물리학과 수학에 대해서 쓴 황당무계하지만 불행하게도 심각한 글을 대거 인용해서 한편의 패러디 논문을 썼던 것이다. 그 패러디 안에 들어간 것은 소칼이 도서관을 뒤져서 찾아낸 <기록>의 극히 일부분이었다. 주위의 과학 전문가와 비전문가에게 그 방대한 기록을 모두 보여주고 나서 우리는 좀더 많은 사람에게 이것을 읽혀도 좋지 않을까 하는 생각을 조금씩 굳히게 되었다. 그 인용문들이 왜 터무니 없고 그중 상당수는 아예 말이 안되는 소리인지를 어려운 전문어를 동원하지 않고 설명하고 싶었다. 나아가, 그런 주장이 여태까지 아무 탈 없이 먹혀들 수 있었던 문화적 풍토에 대해서도 논의하고 싶었다.
우리의 주장은 무엇일까? 그것은 사소하지는 않지만 그렇다고 해서 거창하지도 않다. 우리는 라캉, 크리스테바, 보드리야르, 들뢰즈 같은 이름난 지식인이 납득할 만한 설명도 없이 원래의 맥락에서 완전히 벗어난 과학적 개념을 써먹거나 -우리는 한 영역에서 다른 영역으로 개념을 이식하는 데 반대하는 것이 아니다. 아무런 논증 없이 이식하는데 반대할 뿐이다- 과학에는 문외한인 독자들 앞에서 이 개념을 끌어들이는 것이 타당한지에 대한 성찰은 고사하고 개념의 정확한 뜻 조차 밝히지 않고 전문과학 용어를 쏟아내는 식으로 과학적 개념과 어휘를 남용하기 일쑤였다는 사실을 보여주고 싶다. 그렇다고 해서 그 저자들의 책 전체가 엉터리라고 주장하는 것은 아니다. 그 점에 대한 판단을 우리는 유보하련다”
앨런 소칼과 장 브리크몽,이희재 역, 지적사기, 민음사, 2000, p. 5-6.

## 유사 사건
- 보다노프 사건: 흔히 역-소칼사건이라고 불린다. 하지만 소칼 사건은 지적 사기를 지적하기 위한 것이었고, 보다노프 사건은 지적 사기를 목적으로 쓰였다는 점에서 차이를 갖는다.
- 얀 헨드릭 쇤: 네이쳐, 사이언스, 피지컬 리뷰 지에 28개의 허위 논문을 개제하였으며, 이 논문들은 허위 데이터를 기반으로 한 논리를 펴고 있다.
- 로젠한 실험(Rosenhan Experiment): 12개의 정신병원에 제 정신인 사람들을 정신병자로 가장하여 입원시킨 사건이다.
- SCIgen: 무작위로 생성시킨 컴퓨터 논문을 한 학회에서 동료 평가를 거치지 않고 게재한 사건이다.

## 참고 자료
- 앨런 소칼, 장 브리크몽, 이희재 옮김 (2000). 《지적 사기》. 민음사. ISBN 89-374-2441-X 93160
- Gross, Paul R. and Levitt, Norman. Higher Superstition: The Academic Left and Its Quarrels With Science. Baltimore: Johns Hopkins University Press, 1994. ISBN 0-8018-4766-4
- Sokal, Alan, Beyond the Hoax: Science, Philosophy, and Culture, Oxford University Press, 2008
- Editors of Lingua Franca. The Sokal Hoax: The Sham That Shook the Academy. University of Nebraska Press, 2000. ISBN 0-8032-7995-7